# Pivovar Troubsko
Pivovar Troubsko stával v obci Troubsko.

## Historie
Kdy došlo k založení pivovaru v Troubsku není známo. Zakladatel byl pravděpodobně Matyáš Munka, který koupil jednotlivé části obce, nebo některý z jeho potomků. V roce 1573 je zmiňován Jan Munka jako jediný držitel Troubska. Za Munků došlo v vybudování poplužního dvora, pivovaru, sladovny, mlýna a také začala přestavba tvrze na zámek. Jisté je, že pivovar fungoval kolem roku 1603, protože v této době se Vilém Munka, syn Jana Munky, dostal do sporu s Brnem, protože jeho otec otevřel v Brně hospodu, kde se čepovalo pivo z pivovaru v Troubsku. Dne 16. června 1790 vinou neopatrnosti sládka Jana Vávry pivovar zcela vyhořel a nebyl už obnoven. Nový pivovar byl přemístěn do místní části Veselka.